# Eduard Geyer
Pour les articles homonymes, voir Geyer.
Eduard Geyer est un footballeur et entraîneur est-allemand, né le 7 octobre 1944 à Bielitz. Il fut le dernier sélectionneur de la RDA.

## Biographie
En tant que joueur, il joua dans deux clubs de Dresde : le Dresdner SC et le SG Dynamo Dresde. Il ne remporta rien avec le premier, mais avec le second, il remporta une D2 est-allemande, deux DDR-Oberliga et une coupe de RDA. Il n'eut aucune sélection avec la RDA.
Il entama une carrière d'entraîneur. Il commença dans son club, le SG Dynamo Dresde, puis devient sélectionneur national de la RDA. Il est le dernier sélectionneur de ce pays. Il eut deux expériences à l'étranger (BFC Siófok et Al Nasr Dubaï) et entraîna dans la nouvelle Allemagne (FC Energie Cottbus, SG Dynamo Dresde et FC Sachsen Leipzig). Il remporta deux championnats est-allemands et une coupe de RDA, ainsi que deux fois la D3 allemande, et fut finaliste de la Coupe d'Allemagne en 1997 avec FC Energie Cottbus.

## Clubs

### En tant que joueur
- 1962-1968 :  Dresdner SC
- 1968-1975 :  SG Dynamo Dresde

### En tant qu'entraîneur
- 1986-1990 :  SG Dynamo Dresde
- 1989-1990 :  Allemagne de l'Est
- 1991-1992 :  BFC Siófok
- 1992-1994 :  FC Sachsen Leipzig
- 1994-2004 :  FC Energie Cottbus
- 2005-2006 :  Al Nasr Dubaï
- 2006-2007 :  FC Sachsen Leipzig
- 2007-2008 :  SG Dynamo Dresde

## Palmarès

### En tant que joueur
- Coupe d'Allemagne de l'Est de football

- - Vainqueur en 1971
  - Finaliste en 1972, en 1974 et en 1975
- Championnat de RDA de football D2
  - Champion en 1969
- Championnat de RDA de football
  - Champion en 1971 et en 1973

### En tant qu'entraîneur
- Coupe d'Allemagne de l'Est de football
  - Vainqueur en 1990
- Championnat de RDA de football
  - Champion en 1989 et en 1990
  - Vice-champion en 1987
- Coupe d'Allemagne de football
  - Finaliste en 1997
- Championnat d'Allemagne de football D3
  - Champion en 1993 et en 1997 (Regionalliga Nordost)
- Championnat d'Allemagne de football D2
  - Troisième en 2000